# Gadolinit
Gadolinit (daw. iterbit, od miejscowości Ytterby) – minerał należący do gromady krzemianów z grupy minerałów rzadkich. Nazwa minerału pochodzi od nazwiska fińskiego chemika, Johana Gadolina, który wyizolował z niego tlenek itru i jest uznawany za odkrywcę pierwiastka itru.

## Właściwości
Tworzy kryształy o pokroju słupkowym, tabliczkowym – najczęściej nieforemne i źle wykształcone. Występuje w skupieniach ziarnistych i zbitych. Jest kruchy, czasami przezroczysty. Oprócz składu podstawowego zawiera wapń, tor, niekiedy uran, cer, neodym, lantan. Bywa promieniotwórczy.

## Występowanie
Jest składnikiem pegmatytów sjenitowych i granitowych. Czasami spotkać go można w żyłach alpejskich przecinających skały metamorficzne. Spotyka się go w towarzystwie fluorytu, allanitu, ksenotymu, monacytu, cyrkonu, uraninitu.
Miejsca występowania: Norwegia, Szwecja, USA, Włochy, Austria, Wielka Brytania, Rosja.
W Polsce – występuje w pegmatytach okolic Szklarskiej Poręby, Jeleniej Góry, Kowar.

## Zastosowanie
- ruda itru, toru i innych pierwiastków ziem rzadkich
- ceniony przez kolekcjonerów – czasami szlifowany na ich potrzeby